# آبگیر بهاری

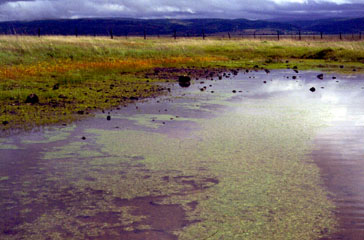
یک آبگیر بهاری با بستر رسی، کالیفرنیا

آبگیر بهاری که آبگیر یا برکه موقتی نیز نامیده می‌شود، به آبگیرهای فصلی گفته می‌شود که زیستگاه گیاهان و جانوران مشخصی را فراهم می‌کنند. این آبگیرها به عنوان یک نوع متمایز از تالاب در نظر گرفته می‌شوند که معمولاً بدون ماهی بوده و بنابراین امکان رشد ایمن گونه‌های دوزیستان و حشراتی که قادر به مقاومت در برابر رقابت یا شکار ماهی نیستند را فراهم می‌کند. با یان حال گونه‌های مشخصی از انواع ماهی‌های مدارگانی (مانند برکه‌ماهی‌ها)، به‌طور ویژه با این زیستگاه سازگاری پیدا کرده‌اند.
آبگیرهای بهاری نوعی تالاب هستند و ممکن است توسط بسیاری از جوامع یا گونه‌های گیاهی از جمله جنگل‌های برگ‌ریز، علفزار، جنگل کاج سکو، استپ درمنه، جنگل بلوط آبی و بوته‌های ساحلی آبدار و دشتی احاطه شده باشند. این آبگیرها از ویژگی‌های آب و هوای مدیترانه‌ای هستند، اما در بسیاری از اکوسیستم‌های دیگر نیز وجود دارند.